# Rijksstanden

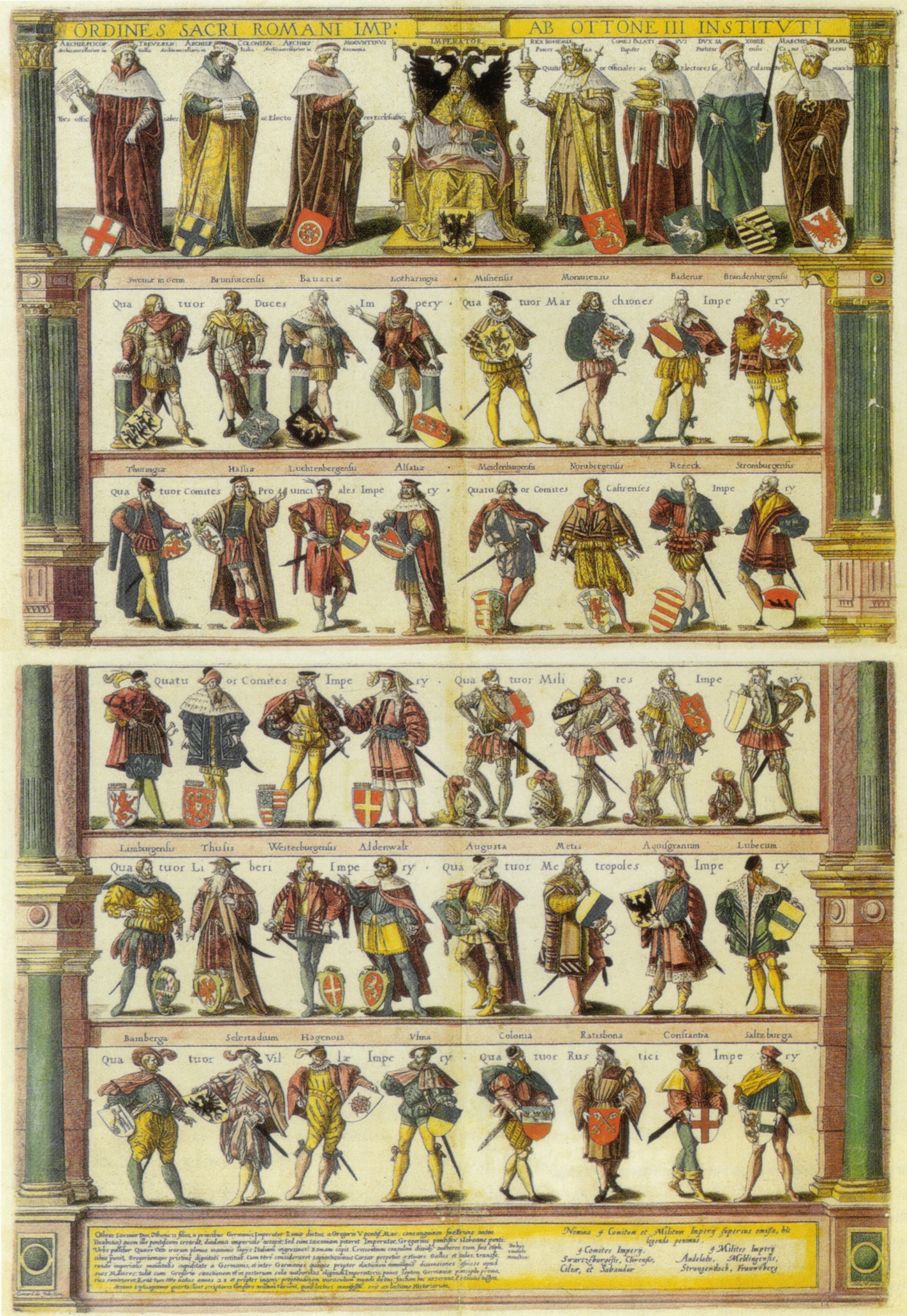
Symbolische uitbeelding van de Rijksstanden. Kopergravure uit 1606.

De rijksstanden (vroeger ook wel rijksstenden) waren in het Heilige Roomse Rijk de personen of gebieden die aan de Rijksdag deel mochten nemen. Hiervoor kwamen alleen zij in aanmerking die rijksvrijheid bezaten, oftewel rijksonmiddelbaar onder de keizer stonden.

## Indelingen van de Rijksdag
Sinds 1489 waren de rijksstanden in de Rijksdag in drie colleges onderverdeeld:
- Het Keurvorstencollege (of Keurvorstenraad)
- De Rijksvorstenraad, inclusief vier Rijksgravenbanken met elk 1 stem en twee Rijksprelatenbanken met elk 1 stem.
- Het Rijksstedencollege, bestaande uit twee Rijksstedenbanken.

Voor een rechtsgeldig besluit van de Rijksdag, een Reichabschied, was de instemming van alle drie de colleges vereist.
De rijksridders waren niet op de rijksdag vertegenwoordigd, hoewel zij wel rijksonmiddelbaar waren en meermalen gepoogd hebben een collectieve vertegenwoordiging te verkrijgen.

### Persoonlijke en collectieve stemmen
De rijksstanden waren te verdelen in degenen die persoonlijk zitting hadden in de Rijksdag en zij die alleen collectief zitting hadden:
- Persoonlijk zitting hadden de keurvorsten en alle overige rijksvorsten: de hertogen, de vorstbisschoppen en vorstelijke rijksabdijen. Zij hadden individueel stemrecht, een zogeheten Virilstimme.
- Collectief zitting hadden de rijksgraven en -heren, de rijkssteden en de rijksabdijen (de rijksprelatencolleges). Zij hadden alleen gemeenschappelijk stemrecht, een zogeheten Kuriatsstimme.

### Geestelijke en wereldlijke standen
De rijksstanden waren ook te verdelen in de wereldlijke en de geestelijke standen:
- De geestelijke rijksstanden waren de drie geestelijke keurvorsten, de overige geestelijken met wereldlijk gezag en de grootmeesters van de Maltezer Orde en de Duitse Orde.
- De wereldlijke rijksstanden waren de vier wereldlijke keurvorsten, de wereldlijke rijksvorsten, de rijksgraven en rijksheren en de vrije rijkssteden.